# Longgu
Le longgu (ou logu) est une langue parlée aux Salomon par 1 890 locuteurs, sur la côte est de Guadalcanal. Elle semble y avoir été importée il y a longtemps par des îliens de Malaita mais n’est plus compréhensible avec les langues parlées à Malaita. Elle appartient aux langues des Salomon du Sud-Est, une branche des langues océaniennes.